# جو موس
جو موس (بالإنجليزية: Joe Moss) هو لاعب كرة قدم أمريكية أمريكي، ولد في 9 أبريل 1930 في إلكينز في الولايات المتحدة.

## وصلات خارجية
- جو موس على موقع مرجع كرة القدم المحترفة.كوم (الإنجليزية)